# Центр наукових відкриттів в царині каталізаторів
53°21′06″ пн. ш. 2°44′01″ зх. д. / 53.3518° пн. ш. 2.73364° зх. д.
Центр наукових відкриттів в царині каталізаторів (англ. Catalyst Science Discovery Center and Museum) — науково-технічний музей у Віднесі, Халтон, північно-західна Англія. У центрі є інтерактивні виставки, реконструйовані історичні сцени, обсерваторія, живий науковий театр і сімейні майстерні. Він розташований поруч із громадським парком Спайк-Айленд між річкою Мерсі та каналом Санкі, де є ліси, водно-болотні угіддя, пішохідні доріжки та історія промислових археологічних розкопок.
Центр розташований у будівлі Тауер, побудованій приблизно в 1860 році Джоном Гатчінсоном як адміністративний центр його хімічного бізнесу. Центр зберігає колекцію архівів, що стосуються хімічної промисловості, включаючи документи, фотографії та весь дослідницький архів ICI General Chemical Division.